# Port lotniczy Birak
Port lotniczy Birak (IATA: BCQ) – regionalny port lotniczy położony w mieście Birak, w Libii.